# Nation (album)
Nation è l'ottavo album del gruppo brasiliano Sepultura, pubblicato nel 2001 dalla Roadrunner Records. Fu il secondo disco con Derrick Green, ed il primo in cui il nuovo cantante prese parte alla stesura dei pezzi. Nation contiene anche alcune importanti partecipazioni, come il cantante degli Hatebreed Jamey Jasta, l'ex cantante dei Dead Kennedys Jello Biafra, ed il gruppo Apocalyptica. Il disco ricevette critiche leggermente migliori rispetto a Against, ma non venne comunque considerato a livello dei dischi con Max Cavalera e continuò a soffrire a causa delle scarse vendite. I Sepultura accusarono la Roadrunner Records per non aver promosso sufficientemente il disco.

## Tracce
1. Sepulnation – 4:20
2. Revolt – 0:56
3. Border Wars – 5:10
4. One Man Army – 5:27
5. Vox Populi – 3:41
6. Ways of Faith – 4:53
7. Uma Cura – 3:14
8. Who Must Die? – 2:58
9. Saga – 4:37
10. Tribe to a Nation – 2:48
11. Politricks – 4:14
12. Human Cause – 0:57
13. Reject – 2:59
14. Water – 2:44
15. Valtio – (instrumental) (by Apocalyptica) 3:20

### Bonus tracks edizione digipak
1. Bela Lugosi's Dead (Bauhaus)
2. Annihilation (feat. Cristian Machado) (Crucifix)
3. Rise Above (feat. João Gordo) (Black Flag)
4. Revolt (demo)
5. Roots Bloody Roots (Live)

## Formazione
- Igor Cavalera - batteria
- Andreas Kisser - chitarra
- Derrick Green - voce
- Paulo Jr. - basso